# 미국 의회도서관
미국 의회도서관(美國議會圖書館, The Library of Congress)는 미국의 사실상의 국립 도서관이다. 워싱턴 D.C.에 있으며, 서재 공간으로는 세계에서 가장 크며 중요도에서도 으뜸이다. 3천만권의 대장에 정리된 도서가 있으며 470개 언어로 되어 있는 인쇄물들이 있다. 5천 8백만개의 문서들이 있으며, 구텐베르크 성서(현재 완전한 벨룸 형태의 책은 세계에 3권이 있는 것으로 알려져 있다)를 포함해서 고서를 가지고 있기로도 북아메리카에서 최고이다. 백만권의 미 정부 출판물과 백만편의 세계 신문은 3세기에 걸쳐 있고, 철된 신문도 3만 3천권, 50만개의 마이크로필름, 6천권의 만화책과 세계 최대의 법학책, 4백 80만점의 지도, 악보, 2백 7십만의 음반, 베츠 스트라디바리우스, 카사베티 스트라디바리우스도 소장하고 있다.
총 관리자(Acting Librarian of Congress)는 국회 사서인 David S. Mao이다. (마오는 前관리자, 제임스 빌링턴(James H. Billington)의 퇴임이후인 2015년 10월 1일부터 직무를 시작했다.)
미국 의회조사국(CRS), 의회예산처, 미국 연방회계감사원(GAO), 기술평가원과 함께 미국 의회의 4대 입법보조기관 중 하나이다.
미국 의회도서관(LC)은 미국 의회에 공식적으로 서비스를 제공하는 연구 도서관이다.그것은 그 나라에서 가장 오래된 연방 문화 기관이다. 이 도서관은 워싱턴 D.C.의 캐피톨 힐에 있는 세 개의 건물에 있다; 또한 버지니아주 컬퍼에 보존 센터를 유지하고 있다. 도서관의 기능은 의회 사서가 감독하고, 건물은 국회의사당 건축가가 관리한다. 미국 의회도서관은 세계에서 가장 큰 도서관 중 하나이다.이 책은 "주제, 형식, 국가 경계에 의해 제한되지 않고 보편적이며, 세계 각지와 470개 이상의 언어로 된 연구 자료를 포함한다."
의회는 뉴욕과 필라델피아의 임시 수도에서 11년 동안 회의를 개최한 후 1800년에 워싱턴 D.C.로 옮겼다. 두 도시 모두에서, 미국 의회 의원들은 뉴욕 소사이어티 도서관과 필라델피아 도서관 회사의 상당한 규모의 소장품을 접할 수 있었다. 작은 의회도서관은 1890년대 초까지 19세기 대부분을 미국 국회의사당에 소장되어 있었다.
원래 소장품의 대부분은 1812년 전쟁 중에 영국에 의해 불태워졌고, 도서관은 1815년에 소장품을 복원하기 위한 노력을 시작했다. 이 도서관은 토머스 제퍼슨의 개인 소장품 6487권을 구입했고, 1851년 의사당에서 또 다른 화재를 겪었지만, 그 후 몇 년 동안 소장량은 서서히 늘어났다. 이로 인해 제퍼슨의 저서들을 포함한 많은 양의 소장품이 파괴되었다. 남북전쟁 이후, 의회도서관의 중요성은 그 성장과 함께 증가했고, 불태워진 책의 대체본을 구입하려는 캠페인이 있었다. 도서관은 미국에서 인쇄된 책, 지도, 삽화, 도표 2부를 보관하는 모든 저작물의 양도권을 받았다. 그것은 또한 수집품을 만들기 시작했다. 1888년과 1894년 사이에 개발은 캐피톨 길 건너편에 자체적인 큰 도서관 건물이 건설되면서 절정에 달했다. 수집품을 보관하고 서비스를 제공하기 위해 1930년대와 1970년대에 두 개의 건물이 추가로 건설되었다.
도서관의 주요 임무는 의회 조사 서비스를 통해 수행되는 의회 의원들의 질의에 대한 연구이다. 또한 미국 저작권 사무소를 운영하고 감독하고 있다. 도서관은 연구를 위해 일반에게 개방되어 있지만, 고위 공무원들과 도서관 직원들만이 도서와 자료를 대출할 수 있다.

## 역사

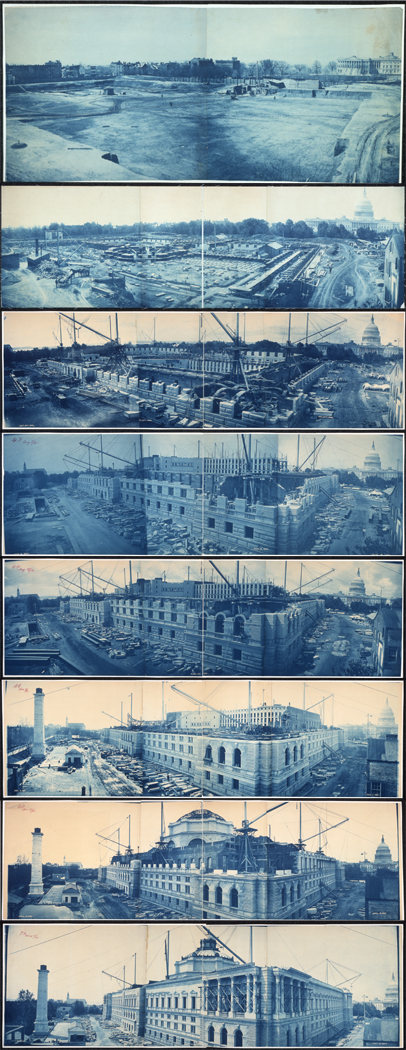
토마스 제퍼슨 빌딩은 1888년부터 1894년까지 건설되었다.

### 1800-1851: 오리진과 제퍼슨의 기여
버지니아의 제임스 매디슨은 1783년에 처음으로 그러한 제안을 한 의회 도서관을 만든 아이디어로 공로를 인정받고 있다. 1800년 4월 24일 존 애덤스 대통령이 필라델피아에서 워싱턴으로 정부 소재지를 이전하는 법안에 서명하면서 미국 의회도서관이 설립되었다. 법률의 일부는 "의회를 위해 필요한 책들을 구입하고 그것들을 보관하기 위한 적절한 아파트를 설치하는 데" 5,000달러를 지출했다. 책은 런던에서 주문되었고, 그 수집품은 740권의 책과 3장의 지도들로 구성되었고, 이 지도들은 새로운 미국 국회의사당에 소장되었다.
토마스 제퍼슨 대통령은 의회 도서관의 구조를 세우는 데 중요한 역할을 했다.1802년 1월 26일, 그는 대통령이 의회의 사서를 임명할 수 있도록 하는 법안에 서명하고, 도서관 공동 위원회를 설립하여 이를 규제하고 감독하였다. 새 법은 대통령과 부통령에게도 대출 특권을 확대했다.
1814년 8월, 블래든스버그에서 미군을 수송한 후, 영국은 무혈로 워싱턴 D.C.를 점령했다. 미국의 포트 도버 파괴에 대한 보복으로, 영국은 도시의 수많은 공공 건물들을 파괴하라고 명령했다. 영국군은 의회 도서관을 불태웠다. 3천 권의 소장품을 포함해서 말이다. 이 책들은 국회의사당의 상원 부속 건물에 보관되어 있었다. 살아남은 몇 안 되는 의회 책들 중 하나는 1810년의 수입과 지출에 대한 정부 회계 장부였다. 1940년 영국 해군 장교 조지 콕번 경(Sir George Cockburn)이 기념품으로 가져갔다.
한 달 안에, 토마스 제퍼슨은 그의 큰 개인 도서관을 대체하기 위해 팔겠다고 제안했다. 의회는 1815년 1월 그의 6,487권의 책을 구입하기 위해 23,950달러를 지불하겠다는 그의 제안을 받아들였다. 뉴햄프셔주 하원의원 대니얼 웹스터를 포함한 일부 하원의원들은 전면적인 매입에 반대했다. 그는 "무신론적이고, 비종교적이며, 부도덕한 성향의 모든 책"을 돌려주기를 원했다.
제퍼슨은 철학, 역사, 법, 종교, 건축, 여행, 자연과학, 수학, 고전 그리스와 로마의 연구, 현대 발명품, 열기구, 음악, 잠수함, 화석, 농업, 기상학 등의 다양한 책들을 50년 동안 축적했다. 그는 또한 요리책과 같이 입법 도서관의 일부로 간주되지 않는 주제에 관한 책들을 수집했다. 하지만, 그는 모든 과목이 의회 도서관에 있다고 믿었다. 그는 다음과 같이 말했다.
나는 그것이 의회가 그들의 수집품에서 제외하기를 원하는 어떤 과학분야를 포함하고 있는지 모른다. 사실, 국회의원이 언급할 기회가 없을 수 있는 주제는 없다.
제퍼슨의 컬렉션은 전시를 위한 신사 컬렉션이 아니라 학자의 작업 컬렉션이라는 점에서 독특했다. 원래 도서관의 크기를 두 배로 늘린 그의 수집품이 추가되면서, 의회 도서관은 전문가의 도서관에서 더 일반적인 도서관으로 바뀌었다. 그의 원본 컬렉션은 프랜시스 베이컨의 지식 조직을 기반으로 한 계획으로 구성되었다.특히 제퍼슨은 그의 책들을 기억, 이성, 상상으로 분류하고 44개의 더 많은 세분화들로 나누었다. 그 도서관 때 사서 허버트 Putnam의회 분류 구조의 좀 더 유연한 도서관에 작업을 시작했다는 19세기 후반까지 제퍼슨의 조직 계획을 따라갔다.이것은 현재 1억 3천 8백만 개 이상의 품목에 적용된다.

### 1851년–1865년: 약세

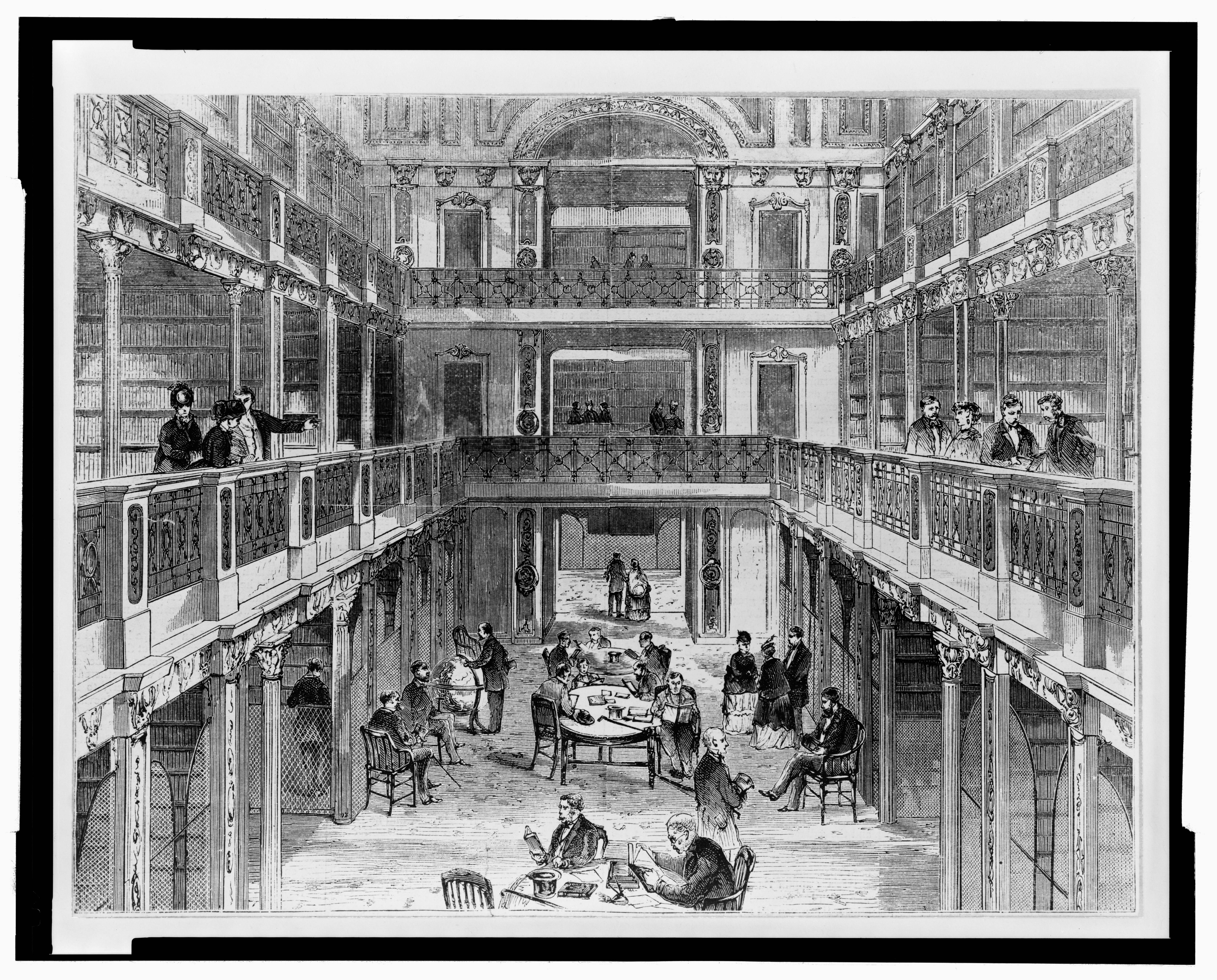
1853년 국회의사당에 있는 미국 의회 도서관

1851년 12월 24일 도서관 역사상 가장 큰 화재로 35,000권의 책이 소실되었다. 도서관 소장품의 약 3분의 2와 제퍼슨의 원래 전학품의 약 3분의 2가 말이다. 의회는 1852년에 분실된 책들을 대체하기 위해 168,700 달러를 지출했지만 새로운 자료를 얻기 위해 지출하지는 않았다. (2008년까지 의회의 사서들은 제퍼슨의 원본 컬렉션에 있는 것으로 기록된 300점을 제외한 모든 작품들을 대체하는 것을 발견했다.) 이것은 도서관 행정의 보수적인 시기의 시작을 알렸다. 도서관 사서 존 실바 미한과 공동 위원회 위원장인 제임스 A. 도서관 활동을 제한한 피어스에 의해서 말이다. 의회 도서관의 제한된 범위에 대한 미한과 피어스의 견해는 의회 의원들에 의해 공유된 견해를 반영하였다.미한은 도서관 사서가 되는 동안 "의회 도서관은 국가 현장에서 제한적인 역할을 해야 하며, 그 소장품들은 대체로 미국 의회에 명백한 사용 자료를 강조해야 한다"는 개념을 지지하고 영구화했다. 1859년 의회는 도서관의 공공 문서 배포 활동을 내무부로, 국제 도서 교환 프로그램을 국무부로 이관했다.
1850년대에 스미스소니언 협회의 도서관 사서 찰스 코인 주엣은 적극적으로 스미스소니언 도서관을 미국 국립 도서관으로 개발하려고 했다. 그의 노력은 과학 연구와 출판에 초점을 맞추자는 스미스소니언의 비서 조셉 헨리에 의해 저지되었다. 스미스소니언에 대한 그의 의도를 강화하기 위해, 헨리는 실험실을 설립하고, 튼튼한 물리 과학 도서관을 개발했으며, 연구 결과를 전파하기 위한 많은 출판물들 중 첫 번째인 스미스소니언 지식에 대한 공헌을 시작했다.헨리에게 의회도서관은 국립도서관으로서 명백한 선택이었다. 분쟁을 해결할 수 없었던 헨리는 1854년 7월 주엣을 해임했다.
1865년 스미스소니언 건물은 노르만 건축양식으로 인해 큰 피해를 입었다. 이 사건은 헨리에게 스미스소니언의 비과학 도서관과 관련된 기회를 주었다. 이 무렵, 미국 의회 도서관은 내화성을 위해 설계된 새로운 토머스 제퍼슨 빌딩을 짓고 이전하는 계획을 세우고 있었다. 1866년 헨리는 스미스소니언의 비과학 도서관을 미국 의회도서관으로 옮겼다.
에이브러햄 링컨 대통령은 존 G를 임명했다. 스티븐슨은 1861년 의회의 사서로서 임명되었다.스티븐슨은 내과의사였고 북군의 사서 및 내과의사로서 동등한 시간을 보냈다. 그는 자신의 조수로서 애인스워스 랜드 스포포드를 고용하였기 때문에 이 관심의 분할을 관리할 수 있었다. 그의 새로운 직업에도 불구하고, 스티븐슨은 전쟁에 집중했다. 미국 의회 도서관원 임기 3주 후, 그는 미국 남북 전쟁 동안 챈슬러즈빌과 게티스버그 전투에서 자원 보좌관으로 복무하기 위해 워싱턴 D.C.를 떠났다.스티븐슨이 그의 부재 중에 도서관을 감독한 스포포드를 고용한 것이 그의 가장 중요한 업적이었을 것이다.

### 1865년-1897년: 스포포드의 확장

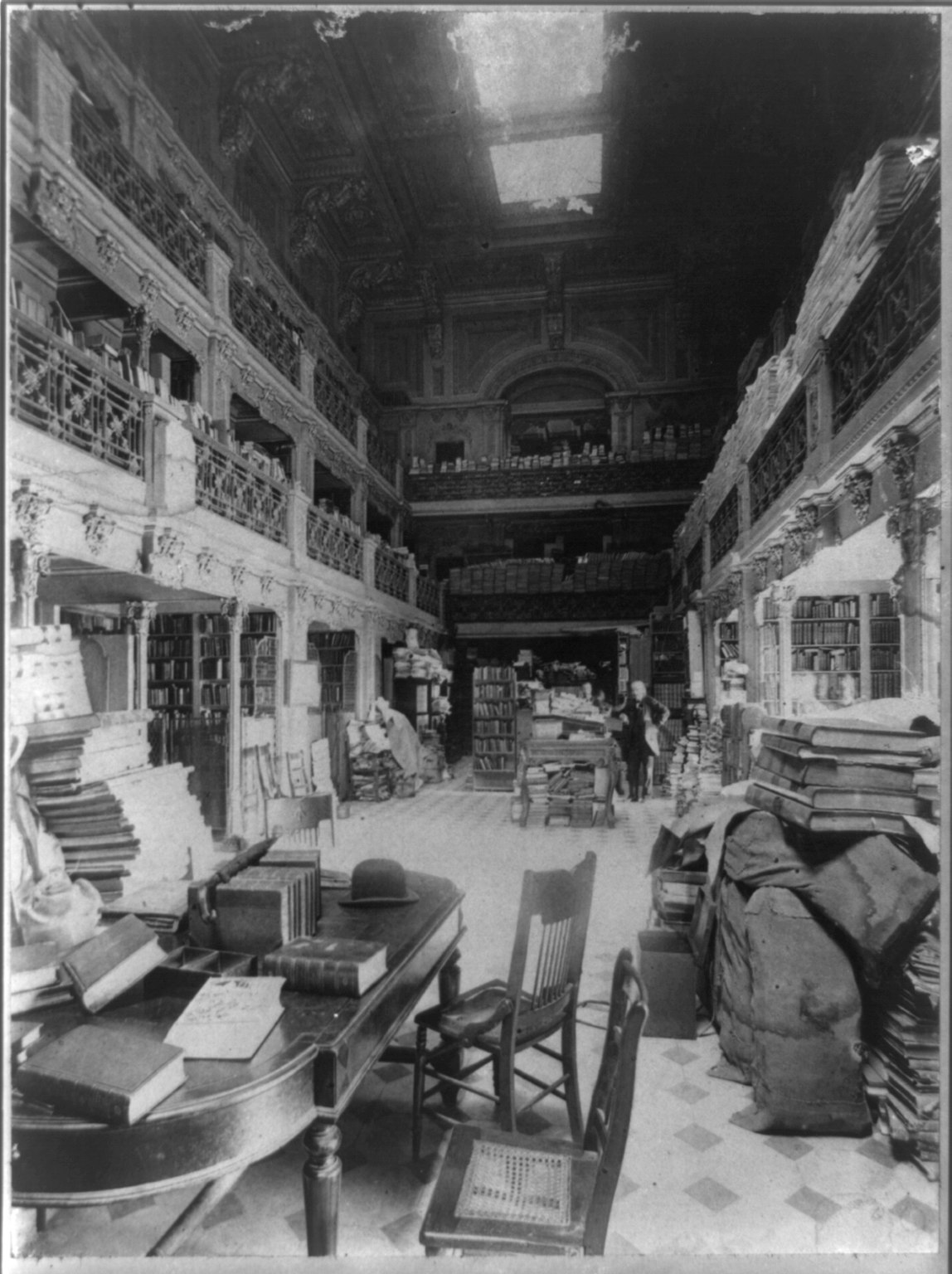
1890년대 국회의사당 건물 내 미국 의회도서관

1865년부터 1897년까지 미국 의회도서관을 이끌었던 도서관 사서 애인스워스 랜드 스포포드는 국립도서관과 입법자원으로 발전시키기 위해 광범위한 초당적 지지를 얻었다. 그는 전후 연방 정부의 확장과 우호적인 정치 풍토에 도움을 받았다. 그는 미국 문학과 미국 문학을 종합적으로 수집하기 시작했고, 도서관을 수용하기 위한 새로운 건물의 건설을 주도했으며, 의회의 사서직을 힘과 독립의 지위로 변화시켰다. 1865년과 1870년 사이에 의회는 토머스 제퍼슨 빌딩의 건설을 위해 자금을 충당했고, 모든 저작권 등록과 예금 활동을 도서관의 통제하에 두었다. 이 도서관은 또한 스미스소니언 도서관과 역사학자 피터 포스의 방대한 도서관을 인수하여 과학 및 아메리카나 소장품을 크게 강화하였다. 1876년까지 미국 의회도서관은 30만권의 책을 소장했다. 이 도서관은 보스턴 공공 도서관과 함께 미국에서 가장 큰 도서관으로 지정되었다. 1897년 840,000권 이상의 책을 가지고 국회의사당 건물에서 새 본부로 이전했으며, 그 중 40%는 저작권 보증금을 통해 구입했다.
도서관 이전 1년 전 공동도서관위원회는 도서관의 실태를 평가하고 향후 성장과 개편 가능성을 계획하기 위해 청문회를 열었다. 스포포드와 미국도서관협회가 파견한 전문가 6명은 도서관이 진정한 국립도서관으로 거듭나려면 계속 확장해야 한다고 증언했다. 청문회를 바탕으로 의회는 도서관의 직원을 42명에서 108명으로 두 배 이상 늘릴 수 있는 예산을 승인했다. 버몬트의 저스틴 모릴 상원의원과 인디애나 주의 대니얼 W. 부히스 상원의원은 이 지지를 얻는 데 특히 도움이 되었다. 도서관은 또한 소장품의 모든 측면을 위한 새로운 행정 단위를 설립했다. 그 법안에 있어서, 의회는 의회 사서의 역할을 강화했다.: 그것은 도서관을 관리하고 직원 약속을 하는 책임을 지게 되었다. 대통령 내각 임명과 마찬가지로, 상원은 대통령 임명자들을 그 자리에 승인하도록 요구되었다.

### 1897–1939: 재편성 후

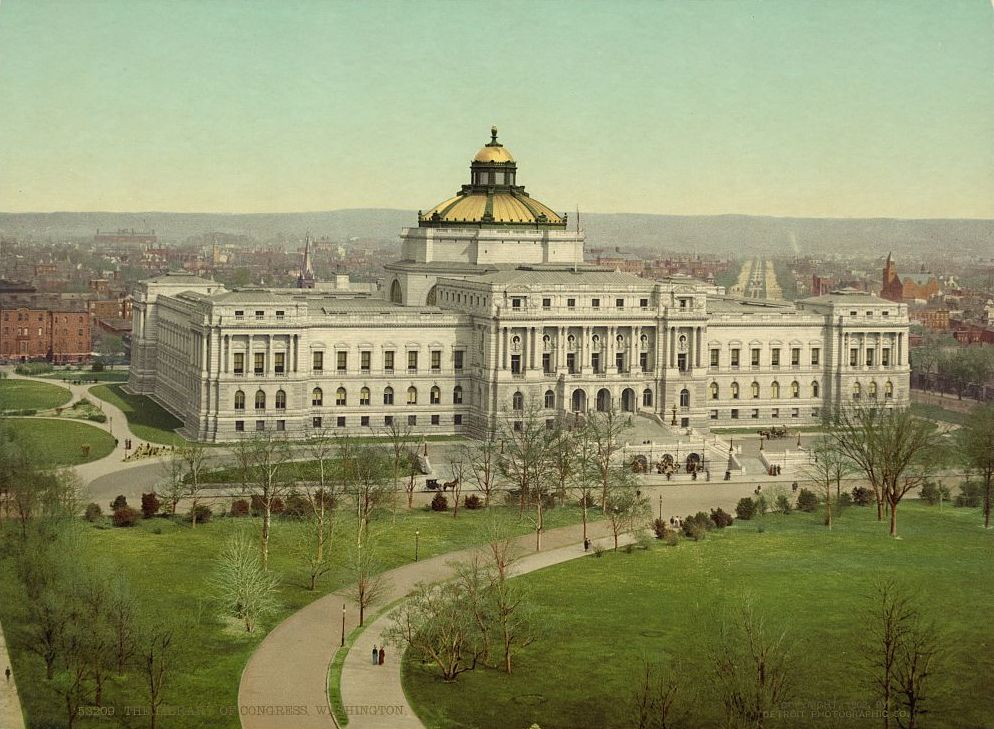
1902년 토마스 제퍼슨의 이름을 딴 새 건물에 있는 미국 의회 도서관

이러한 지원과 1897년 조직 개편으로 미국 의회도서관은 더욱 빠르게 성장하고 발전하기 시작했다. 스포포드의 후임자인 존 러셀 영은 도서관의 관료 제도를 정비하고, 전 외교관으로서 자신의 연줄을 사용하여 전 세계로부터 더 많은 자료를 얻었으며, 시각장애인과 신체장애인을 위한 도서관 최초의 지원 프로그램을 설립했다.
영의 후임자 허버트 퍼트넘은 1899년부터 1939년까지 40년 동안 그 직책을 맡았다. 그가 취임한 지 2년 후, 그 도서관은 미국에서 처음으로 백만 권의 책을 소장했다. 퍼트넘은 도서관을 대중과 다른 도서관들에게 더 접근하기 쉽고 유용하게 만들기 위해 그의 노력을 집중했다. 그는 도서관 상호 대출 서비스를 도입하여 의회 도서관을 그가 "최후의 수단 도서관"이라고 지칭한 것으로 바꾸었다. 퍼트넘은 또한 도서관을 "과학적 연구자들과 적법한 자격을 갖춘 개인들"로 넓혔고, 학자들의 이익을 위해 주요 자료들을 출판하기 시작했다.
푸트남의 재임 기간 동안 도서관은 인수의 다양성을 넓혔다. 1903년 푸트남은 시어도어 루스벨트 대통령을 설득하여 국무부에서 의회도서관으로 건국의 아버지들의 문서들을 이관하는 데 행정명령을 사용하였다.
푸트남은 1904년 4천 권의 인디카 도서관을 매입하고, 1906년 G. V. 유딘의 8만 권의 러시아 도서관을 매입하였으며, 1908년 초 샤츠 소장 오페라 리브레토와 1930년대 초 러시아 제국 도서관을 매입하여 2,600권의 책을 구입하였다. 다양한 주제에 관한 로마노프 가의 도서관이 있다. 헤브리카, 중국, 일본 작품들도 수집되었다.한 번은 의회가 인수를 시작했다: 1929년 하원의원 로스 콜린스는 도서관이 오토 볼베어의 인큐뷸라 소장품을 150만 달러에 구입하도록 승인받았다. 이 수집품에는 구텐베르크 성경의 완벽한 사본 세 개 중 하나가 포함되어 있다.

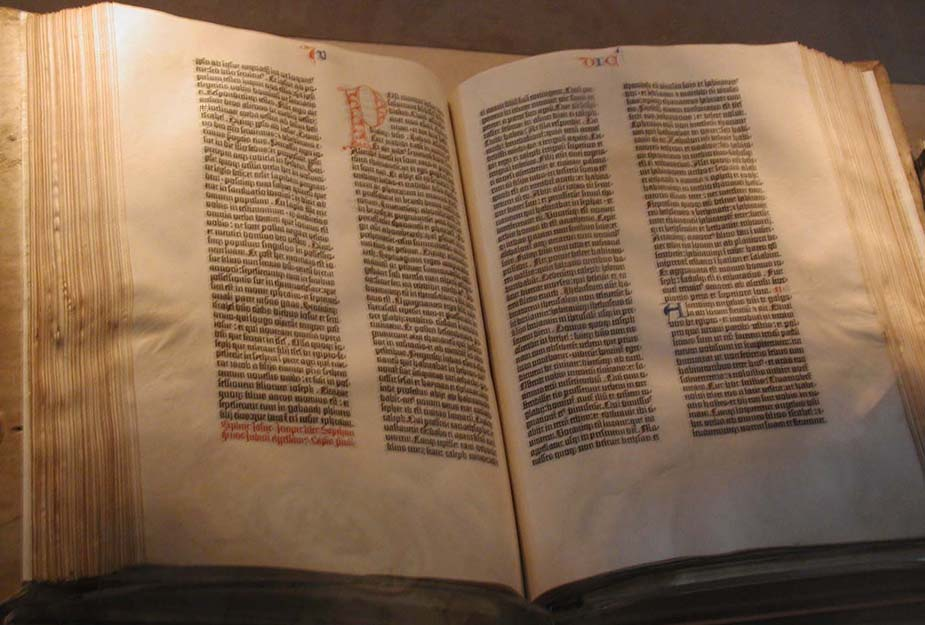
의회 도서관에 전시된 구텐베르크 성경

푸트남은 1914년 도서관의 행정 단위로서 입법 참고 서비스(LRS)를 설립하였다. 진보주의 시대의 과학 철학에 기초하여, 주 입법부의 성공적인 연구 부서를 본떠서, LRS는 거의 모든 주제에 대한 의회의 연구 조사에 정통한 답변을 제공할 것이다. 의회는 1925년 의회도서관이 기부금과 기부금을 받을 수 있는 신탁기금 위원회를 설립할 수 있도록 허용하는 법안을 통과시켰다. 도서관은 존 D와 같은 저명한 부유층으로부터 기부금과 기부금을 받았다. 록펠러(ockefeller,) 제임스 B. 윌버(James B. Wilbur)와 아처 M. 헌팅턴(rcher M. Huntington.),G절트루드 클라크 화이텔(ertrude Clarke Whitall은) 5개의 스트라디바리우스 바이올린을 도서관에 기증했다. 엘리자베스 스프래그 쿨리지의 기부금은 의회 도서관 건물 내에 건설될 콘서트 홀과 라이브 공연자들에게 콘서트 비용을 지불하기 위해 음악 부서를 위해 설립된 사례금을 위해 지불되었다. 기부금으로 다수의 의장과 자문단이 설립되었는데, 그 중 가장 잘 알려진 것이 시인 수상자 컨설턴트이다. 1910년과 1927년에 선반 확장을 사용했지만, 도서관의 확장은 결국 도서관 본관을 채웠다. 도서관은 새로운 구조로 확장될 필요가 있었다. 의회는 1928년에 인근 토지를 취득하고 1930년에 애너슨 빌딩(이후 존 애덤스 빌딩으로 알려짐)의 건설을 승인했다. 대공황 시기에는 지연되었지만, 1938년에 완공되었고 1939년에 대중에게 공개되었다.

### 1939–1987: 국가 대 입법 역할

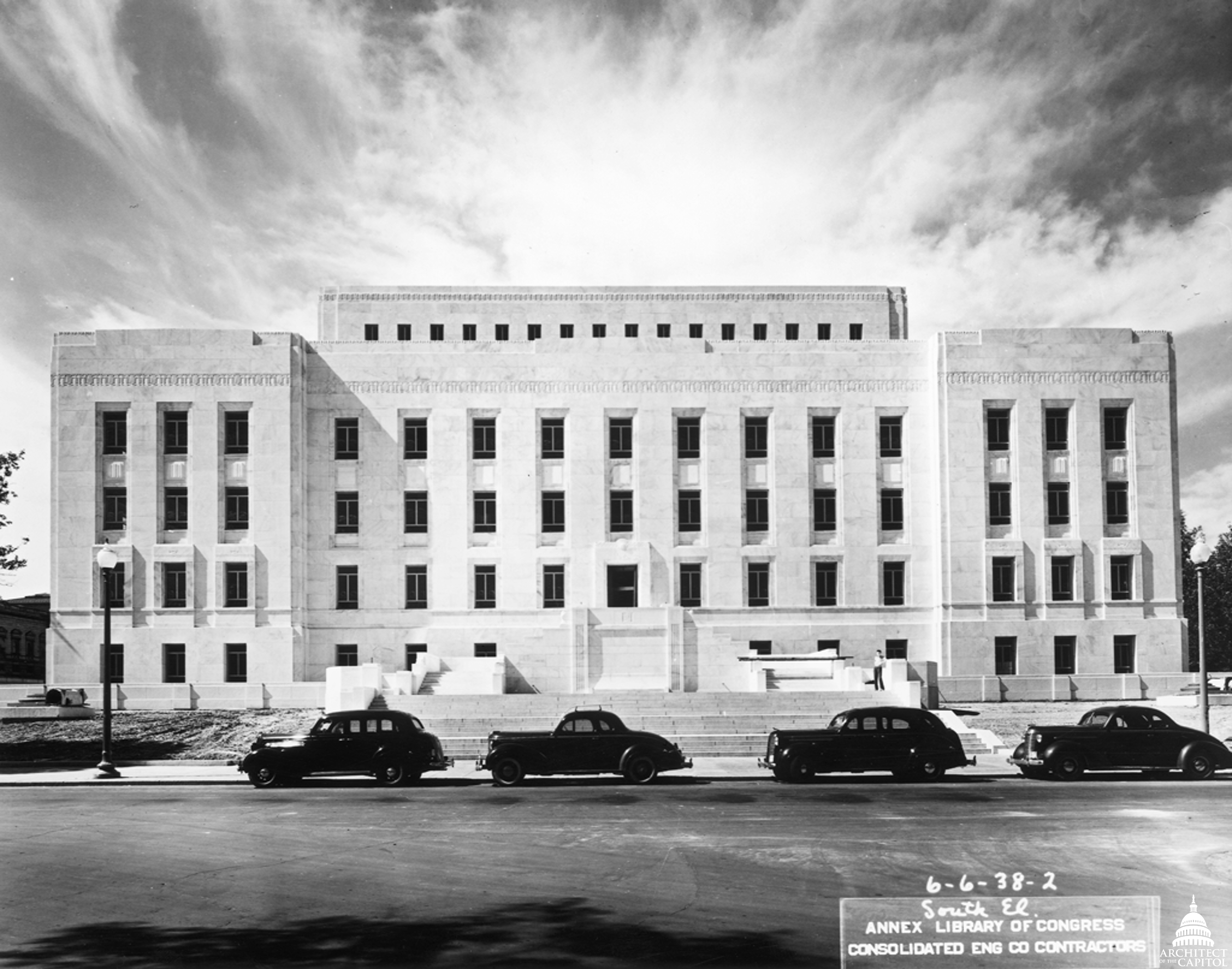
1939년에 개관한 애덤스 도서관(애덤스 빌딩의 애덤스 도서관)

1939년 푸트남이 은퇴한 후, 프랭클린 D. 루스벨트는 시인이자 작가인 아치볼드 맥리쉬를 그의 후계자로 임명했다.제2차 세계 대전이 한창이던 1939년부터 1944년까지 이 직책을 맡았던 맥리쉬는 도서관 역사상 가장 널리 알려진 의회 도서관 사서가 되었다. 맥리쉬는 민주주의를 대표하여 전체주의에 반대하도록 사서들을 격려했다.;애덤스 빌딩의 남쪽 열람실을 토마스 제퍼슨에게 헌정하고 예술가 에즈라 윈터에게 방을 위한 네 가지 주제의 벽화를 그리도록 의뢰했다.그는 제퍼슨 빌딩의 메인 독서실에 독립 선언서, 헌법, 연방주의자 문서와 같은 중요한 문서들을 위한 "민주주의 오두막"을 설립했다. 미국 의회도서관은 전쟁 기간 동안 미국 독립선언서와 미국 헌법을 포트 녹스에 보관하는 것부터 공군 조종사를 위한 히말라야에 대한 기상 자료를 조사하는 것까지 지원했다. 1944년 국무부 차관보로 임명되면서 사임했다.
해리 트루먼 대통령은 루터 H. 에반스를 의회 도서관장으로 임명했다. 1953년까지 재직했던 에번스는 도서관의 인수와 목록 작성, 서지 서비스를 확장했다. 하지만 그는 전 세계에 미국 의회 선교 도서관을 만든 것으로 가장 잘 알려져 있다. 샌프란시스코에서의 선교는 유엔을 설립하는 회의의 참가자들을 돕고, 유럽에서의 선교는 의회 도서관과 다른 미국 도서관을 위한 유럽 출판물을 얻었으며, 일본에서의 선교는 국립 국회 도서관의 설립에 도움을 주었다.

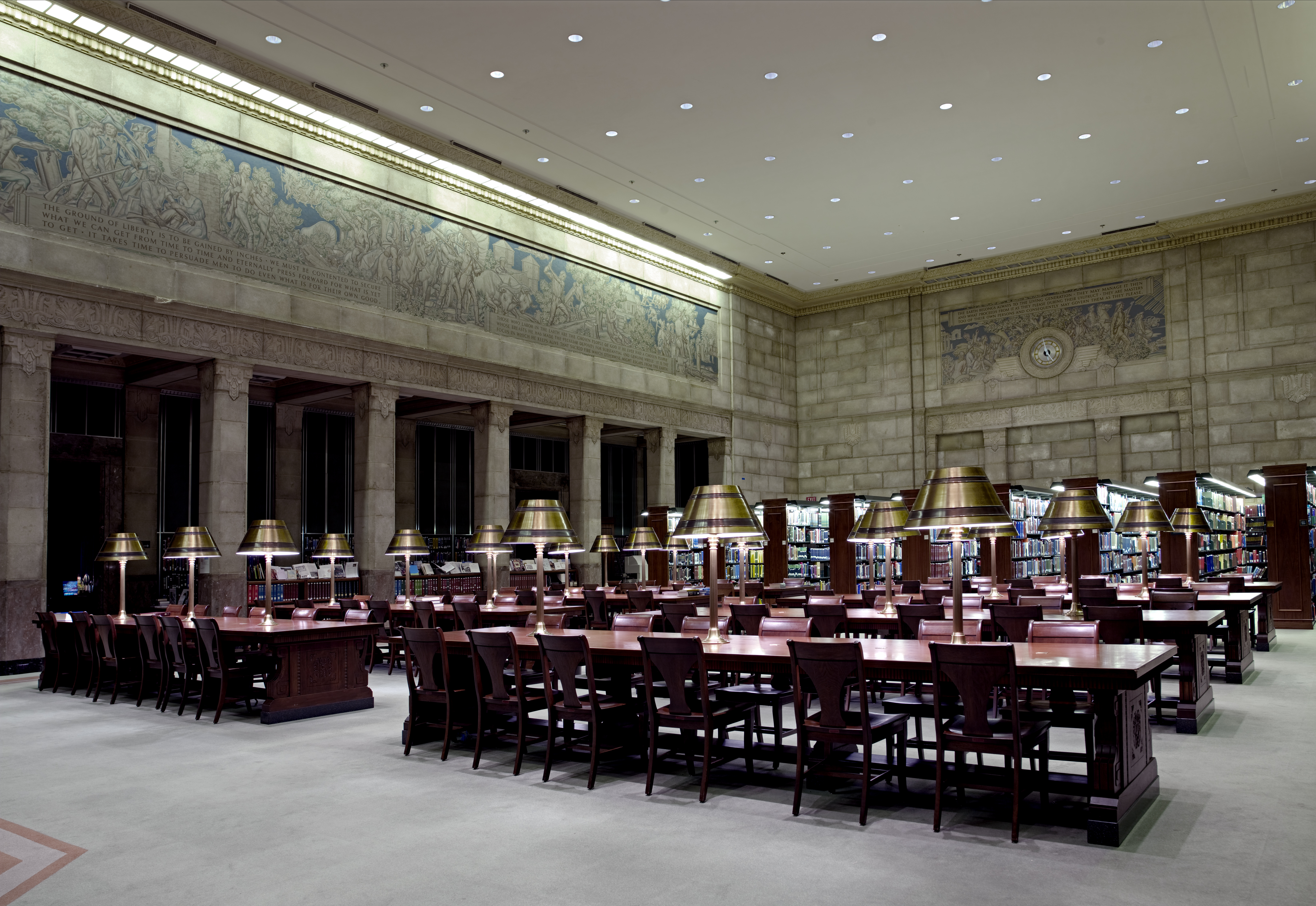
에즈라 윈터의 벽화가 그려진 아담스 빌딩 – 사우스 독서실

에번스의 후임자 로렌스 퀸시 멈포드가 1953년에 취임했다. 1974년까지 존속하는 동안 멈포드는 국회의사당에 있는 세 번째 의회 도서관 건물인 제임스 매디슨 메모리얼 빌딩의 건설 시작을 지휘했다. 멈포드는 정부에 의한 교육비 지출 증가 기간 동안 도서관을 감독했다. 도서관은 카이로와 뉴델리를 포함한 해외에 새로운 인수 센터를 설립할 수 있었다. 1967년, 도서관은 보존 사무소를 통해 도서 보존 기술을 실험하기 시작했다. 이것은 미국에서 가장 큰 도서관 연구와 보존 노력으로 발전해왔다.
멈포드 행정부 동안 의회 도서관이 입법 도서관 겸 국립 도서관으로서의 역할에 대한 마지막 주요 공개 토론이 일어났다.미국 하버드대 도서관의 더글러스 브라이언트(Douglas Bryant)는 도서관 공동위원장인 클라이본 펠(D-RI)의 운영 평가와 권고안을 묻는 질문에 여러 제도 개혁을 제안했다. 여기에는 국가 활동과 서비스의 확대와 다양한 조직 변화가 포함되었는데, 이 모든 것들은 도서관의 입법적 역할보다는 국가적인 역할을 강조한 것이다. 브라이언트는 의회 도서관의 이름을 바꾸는 것을 제안했는데, 이는 "전통에 말할 수 없는 폭력"으로서 멈퍼드에 의하여 질책된 권고였다. 그 토론은 도서관 커뮤니티 내에서 얼마간 계속되었다. 1970년 입법재편법은 도서관의 입법적 역할에 대한 강조를 다시금 강조하여 의회와 의회 위원회를 위한 연구에 더 많은 초점을 맞추도록 요구하였다.

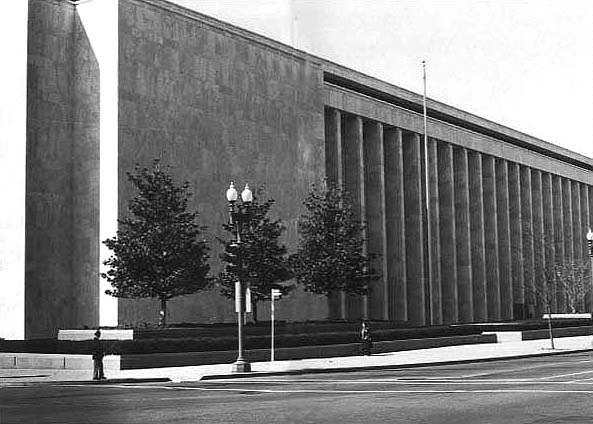
제임스 매디슨 메모리얼 빌딩은 1980년에 문을 열었다.

1974년 뭄포드가 은퇴한 후, 제럴드 포드 대통령은 역사학자 대니얼 J. 부스틴을 사서로 임명했다. 1980년과 1982년 사이에 일어난 매디슨 빌딩으로 일부 구간의 이전을 관리하는 것이 부스틴의 첫 도전이었다.이것을 성취하면서, Boorstin은 획득과 수집과 같은 도서관 관리의 다른 영역들에 초점을 맞췄다. 1975년 1억 1,600만 달러에서 1987년까지 2억 5천만 달러 이상으로 꾸준한 예산 성장의 이점을 이용하여, 부스틴은 학자, 작가, 출판사, 문화 지도자 및 비즈니스 커뮤니티와 제도 및 직원 관계를 강화하였다. 그의 활동은 의회의 사서직을 바꾸어 그가 1987년 은퇴할 때까지 뉴욕 타임즈는 이 사무실을 "아마도 국가의 지도적인 지적 공공 지위"라고 불렀다.

### 1987–현재: 디지털화 및 프로그램
로널드 레이건 대통령은 1987년 역사학자 제임스 H. 빌링턴을 13대 의회도서관으로 지명했고, 미 상원은 만장일치로 임명을 승인했다.
빌링턴의 지도 아래, 그 도서관은 1987년 8,550만 개의 아이템에서 2014년 1억 6천만 개 이상의 아이템으로 아날로그 컬렉션의 크기를 두 배로 늘렸다. 동시에 새로운 프로그램을 수립하고 "샴페인을 병에서 꺼내기" 위해 새로운 기술을 사용했다. 이것들은 포함되었다:
- 아메리칸 메모리(American Memory)는 1990년에 만들어졌으며 1994년에 국립 디지털 도서관이 되었다. 주요 소스를 포함하여 디지털화된 미국 역사와 문화 자원에 온라인으로 무료로 액세스하고, K-12 교육에 대한 사용을 지원하기 위한 큐레이터 설명을 제공한다.
- 지속적인 업데이트와 함께 미국 연방 입법 정보에 대한 무료 액세스를 제공하기 위해 1994년에 시작된 Thomas.gov 웹 사이트; Congress.gov 웹사이트는 2012년 의회와 대중을 위한 최첨단 프레임워크를 제공한다.;[18]
- 2001년 영부인 로라 부시 여사와 함께 창설된 내셔널 북 페스티벌은 독서를 축하하기 위해 내셔널 몰과 워싱턴 컨벤션 센터에 1,000명 이상의 작가와 100만 명의 손님을 끌어 모았다. 2013년 데이비드 루벤스타인의 주요 선물과 함께, 그 도서관은 미국 및 해외에서의 문맹퇴치 향상 성과를 인정하고 지원하기 위해 의회 도서관 문맹퇴치상을 설립했다.[19]
- 2000년 존 W. 클루지로부터 6천만 달러를 지원받아 시작한 클루지 센터는 국제적인 학자들과 연구자들을 도서관 자원을 사용하고 정책 입안자들과 대중들과 교류하기 위해 데려온다. 이 상은 공개 강연과 학술 행사를 개최하고, 클루게에게 기부된 장학금을 제공하고, 인류학 연구로 클루게상(현재는 150만 달러 상당)을 수여한다.
- 오픈 월드 리더십 센터(Open World Leadership Center)는 2000년에 설립되었으며, 2015년까지 러시아, 우크라이나 및 구 소련의 다른 후계국가의 포스트 소련 지도자들을 위한 23,000개의 전문 교류를 관리하였다. 오픈 월드는 의회 도서관 프로젝트로 시작되었고, 후에 입법부에서 독립 기관으로 설립되었다.
- 제1차 세계 대전부터 오늘날까지 미국 참전 용사들의 개인 계정을 수집, 보존, 열람할 수 있도록 2000년에 의회에 위임된 재향군인 역사 프로젝트가 있다.[20]
- 미국 국립 시청각 보존 센터는 2007년 버지니아주 컬퍼퍼의 45에이커 부지에 문을 열었으며, 패커드 인문학 연구소가 1억 5천만 달러 이상을 기부하고, 의회의 추가 지원으로 8,210만 달러를 받았다.

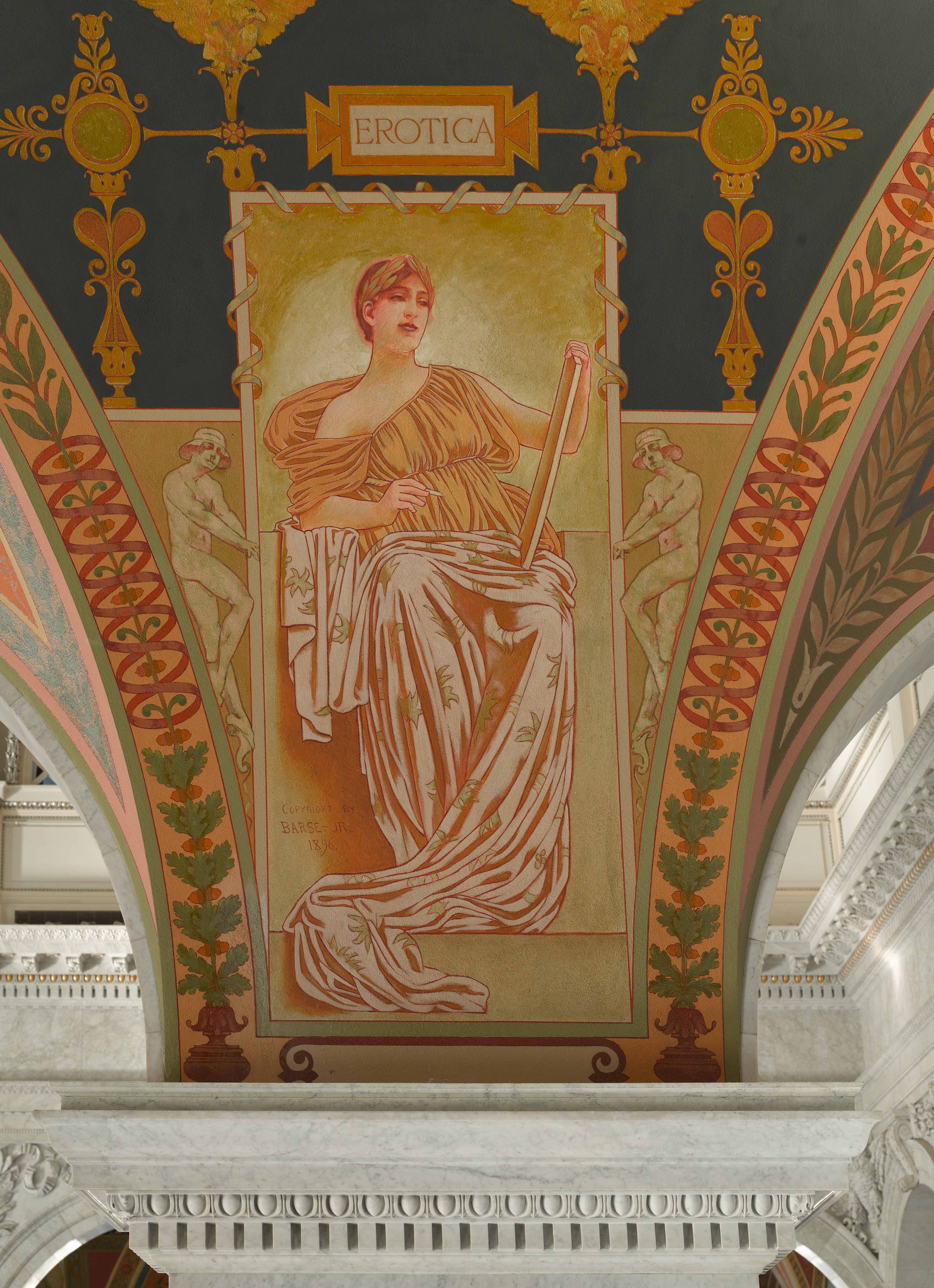
도서관 본관에 있는 조지 랜돌프 바르스의 벽화 에로티카

1988년부터 국립영화보존위원회를 운영하고 있다. 의회의 명령에 따라 설립되었으며, 매년 25편의 미국 영화를 선정하여 미국 영화 모음집인 내셔널 레지스트리에 포함시킨다.
도서관은 이 중 일부를 인터넷에서 무료로 스트리밍할 수 있도록 했으며, 추가로 등록부에 추가된 영화에 대한 간단한 에세이를 제공했다. 2015년까지 사서는 650편의 영화를 등록부에 올렸다. 이 컬렉션의 영화들은 가장 이른 시기부터 10년 이상 전에 제작된 것들까지 거슬러 올라간다. 그들은 이사회에 제출된 후보자들 중에서 선발된다. 이는 추가 프로그램을 포함한다:
- 거슈윈 대중가요상은 작곡에 평생의 업적을 반영하는 예술가의 작품을 기리기 위해 2007년에 시작되었다.2015년 현재 수상자는 폴 사이먼, 스티비 원더, 폴 매카트니, 버트 바차라크, 할 데이비드, 캐롤 킹, 빌리 조엘, 윌리 넬슨이다. 이 도서관은 또한 미국의 다양한 문화, 과학, 사회유산에 기여한 예술가, 활동가, 영화 제작자, 그리고 다른 사람들을 기리기 위해 2000년에 살아있는 전설상을 시작했다.;
- 픽션 상()은 미국 의회 도서관상(현재의 미국 픽션 부문)으로, 소설 창작에 기여한 공로를 인정하기 위해 2008년에 시작되었다.[24]
- 2009년 유네스코와 81개국의 181개 파트너와 함께 설립된 세계 디지털 도서관은 전문적으로 큐레이션된 세계 다양한 문화의 주요 자료들을 여러 언어로 온라인에서 자유롭게 이용할 수 있도록 하고 있다.
- 2011년에 출시된 내셔널 주크박스는 10,000개 이상의 인쇄되지 않은 음악과 음성 녹음에 대한 스트리밍 무료 온라인 액세스를 제공한다.[25]
- BARD는 2013년에 시작되었으며, 시각장애인과 신체장애인을 위한 국립도서관 서비스와 제휴하여 점자 및 오디오 읽기 다운로드를 위한 디지털 토킹북 모바일 앱이다. 애플 앱 스토어를 통해 오디오와 점자 책을 모바일 기기로 무료로 다운로드할 수 있다.

빌링턴의 재임 기간 동안, 이 도서관은 1996년 프랑스 라 그랑주에 있는 한 성에서 라파예트 장군의 문서를 입수했다.
또한 2003년 토마스 제퍼슨 빌딩에 영구 전시된 1507년 세계지도(미국 출생증명서)를 입수했다.
미국 의회도서관은 개인적으로 모금한 기금을 사용하여 토마스 제퍼슨의 원래 도서관을 재건했다. 이것은 2008년부터 제퍼슨 빌딩에 영구 전시되어 왔다.

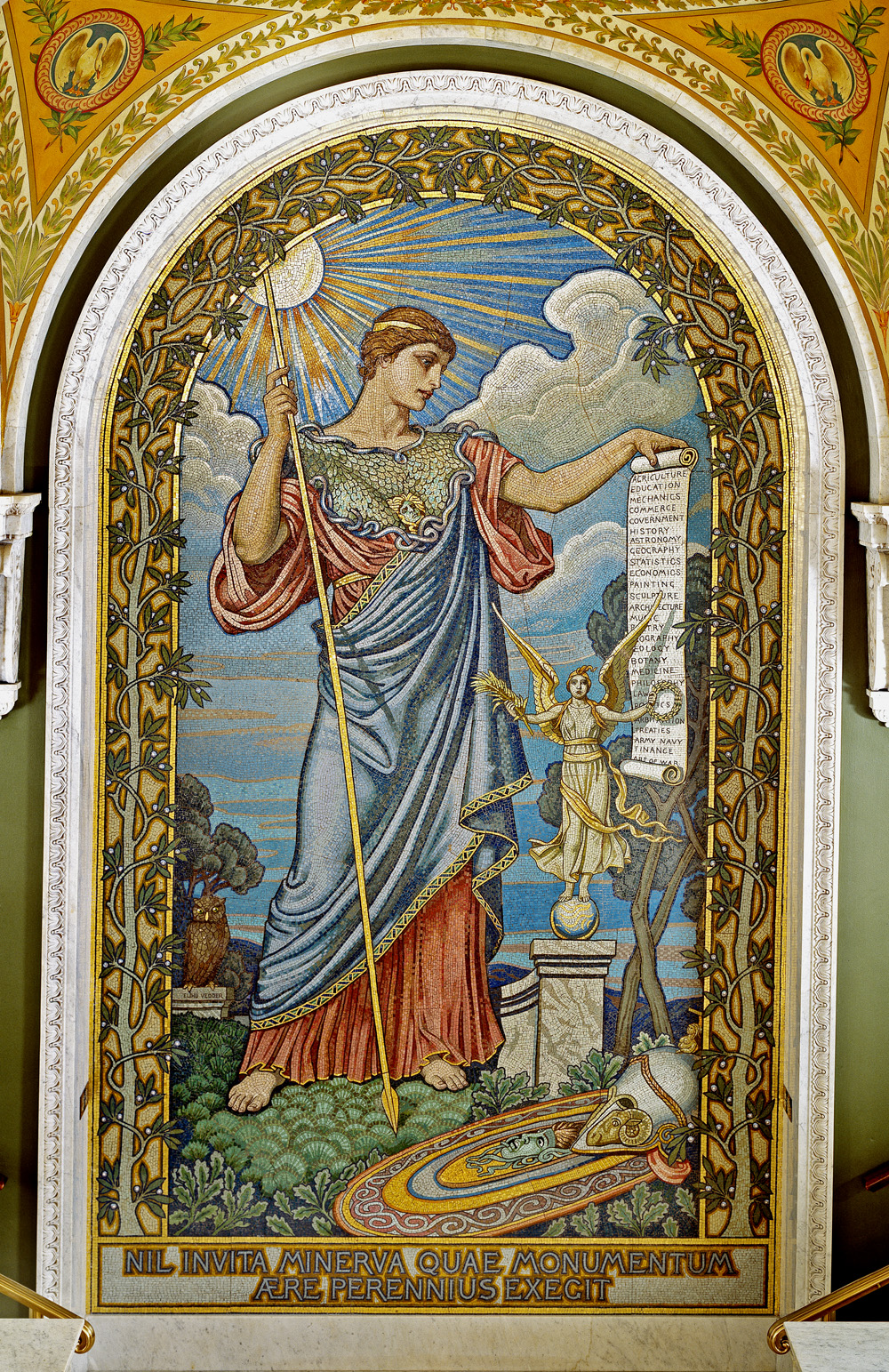
평화의 미네르바, 도서관 본관에 있는 엘리후 베더 모자이크

빌링턴 아래에서 제퍼슨 빌딩의 공공 공간은 국가적인 전시장으로 기능하기 위해 확장되고 기술적으로 향상되었다. 이는 100개 이상의 전시회를 주최했다. 여기에는 바티칸 도서관과 프랑스 국립도서관, 남북전쟁과 링컨, 아프리카계 미국인 문화, 종교, 초기 아메리카 대륙의 건국(키슬락 컬렉션은 영구 전시)에 관한 전시물들이 포함되었다. 마그나 카리타, 그리고 루벤슈타인 베이 시편집을 특집으로 한 초기 미국 인쇄물 등이 있다.
미국 의회 도서관에 대한 현장 접근성이 증가했다. 빌링턴은 의회 사용과 도서관 토머스 제퍼슨 빌딩의 공공 투어를 늘리기 위해 2008년에 새로운 미국 의사당 방문자 센터와 도서관 사이의 지하 연결을 얻었다.
2001년에 도서관은 거의 400만 권의 책과 1200만 장의 원고지의 수명을 연장하기 위해 대량 탈산 프로그램을 시작했다. 2002년 이후로 포트 미드의 새로운 컬렉션 스토리지 모듈은 도서관 아날로그 컬렉션에서 4백만 개 이상의 아이템을 보존하고 접근 가능하게 만들었다.
빌링턴은 1992년 도서관의 소장품 보호를 강화하기 위해 도서관 소장품 보안 감독 위원회를 설립했고, 2008년에는 의회 도서관 의회 위원회도 설립해 도서관의 큐레이터와 소장품들에 관심을 끌었다. 그는 2009년 제퍼슨 빌딩에 최초의 젊은 독자 센터를 설립했고, 1991년 대학생들을 위한 최초의 대규모 여름 인턴 프로그램을 만들었다.
빌링턴이 이끄는 이 도서관은 2010년부터 2011년까지 특별히 설계된 18륜 트럭으로 미시시피 동쪽의 모든 주를 아우르는 90개의 장소를 대상으로 한 모바일 전시회를 후원했다. 이것은 특히 시골 사람들을 위해 도서관 소장품에 대한 일반인들의 접근을 증가시켰고, 온라인으로도 이용할 수 있는 것에 대한 인식을 높이는 데 도움을 주었다.
빌링턴은 도서관 소장품, 프로그램 및 디지털 아웃리치에 대한 의회의 지출을 보충하기 위해 5억 달러 이상의 민간 지원을 모금했다. 이러한 민간 자금은 주로 입법 예산 삭감에 의해 야기된 30%의 인력 감소에 직면하여 도서관의 성장과 홍보 활동을 지속하는 데 도움을 주었다. 그는 1987년에 민간 기금 모금을 위한 도서관 최초의 개발 사무소를 설립했다. 1990년에 그는 제임스 매디슨 평의회를 설립했다. 이 단체는 도서관 최초의 국가 민간 부문 기증자 지원 단체이다. 1987년 빌링턴은 또한 GAO에 최초의 도서관 전반의 감사를 실시하도록 요청하였다.그는 도서관 운영에 대한 정기적이고 독립적인 리뷰를 제공하기 위해 도서관에 최초의 감사관실을 만들었다. 이 판례는 도서관의 정기 회계 감사를 초래했다. 1995년부터 지금까지 수정되지 않은(깨끗한) 의견을 받았다. 2010년 4월, 이 도서관은 2006년 3월 트위터의 론칭 이후 모든 통신을 포함한 모든 대중 통신을 트위터에 보관할 계획을 발표했다.2015년 기준, 트위터 아카이브는 미완성으로 남아 있다.
2015년 은퇴하기 전, 28년간의 복무 후, 빌링턴은 의회의 사서로서 "압박"을 받았다. 이는 "중앙 감독 기능이 결여된 업무 환경"을 기술하고 "법에서 요구하는 대로 최고 정보 책임자를 고용하라는 반복적인 요구를 무시한" 빌링턴을 비난한 정부 회계 책임국(GAO)의 보고서에 이은 것이다.
빌링턴이 2015년에 은퇴할 계획을 발표했을 때, 평론가 조지 와이겔은 의회 도서관을 "진지한 초당적 협력과 담담한 대화의 마지막 피난처 중 하나"이며 "세계에서 가장 위대한 문화의 중심지 중 하나"라고 묘사했다.
2016년 9월 14일, 칼라 헤이든은 미국 의회의 14번째 사서로서 선서하였다.
2017년, 도서관은 미래 세대의 사서들에게 다음과 같은 다섯 가지 다른 분야의 사서 경험을 얻을 수 있는 기회를 제공함으로써 그들을 지원하는 것을 목표로 하는 사서-인-레지던스 프로그램을 발표했다. 이 프로그램은 수집/수집 개발, 카탈로그 작성/메타데이터 및 수집 보존에 그 목적이 있다.
2021년 1월 6일 오후 1시 11분, 미국 동부 표준시 기준 도서관 매디슨 빌딩과 캐논 하우스 오피스 빌딩은 국회의사당 건물을 습격하기 전 폭도들이 경계선을 돌파하면서 대피 명령을 받은 첫 번째 건물이었다. 헤이든은 이틀 후 폭도들이 도서관의 건물이나 소장품을 침범하지 않았으며 모든 직원들은 안전하게 대피했다고 밝혔다.

## 재산

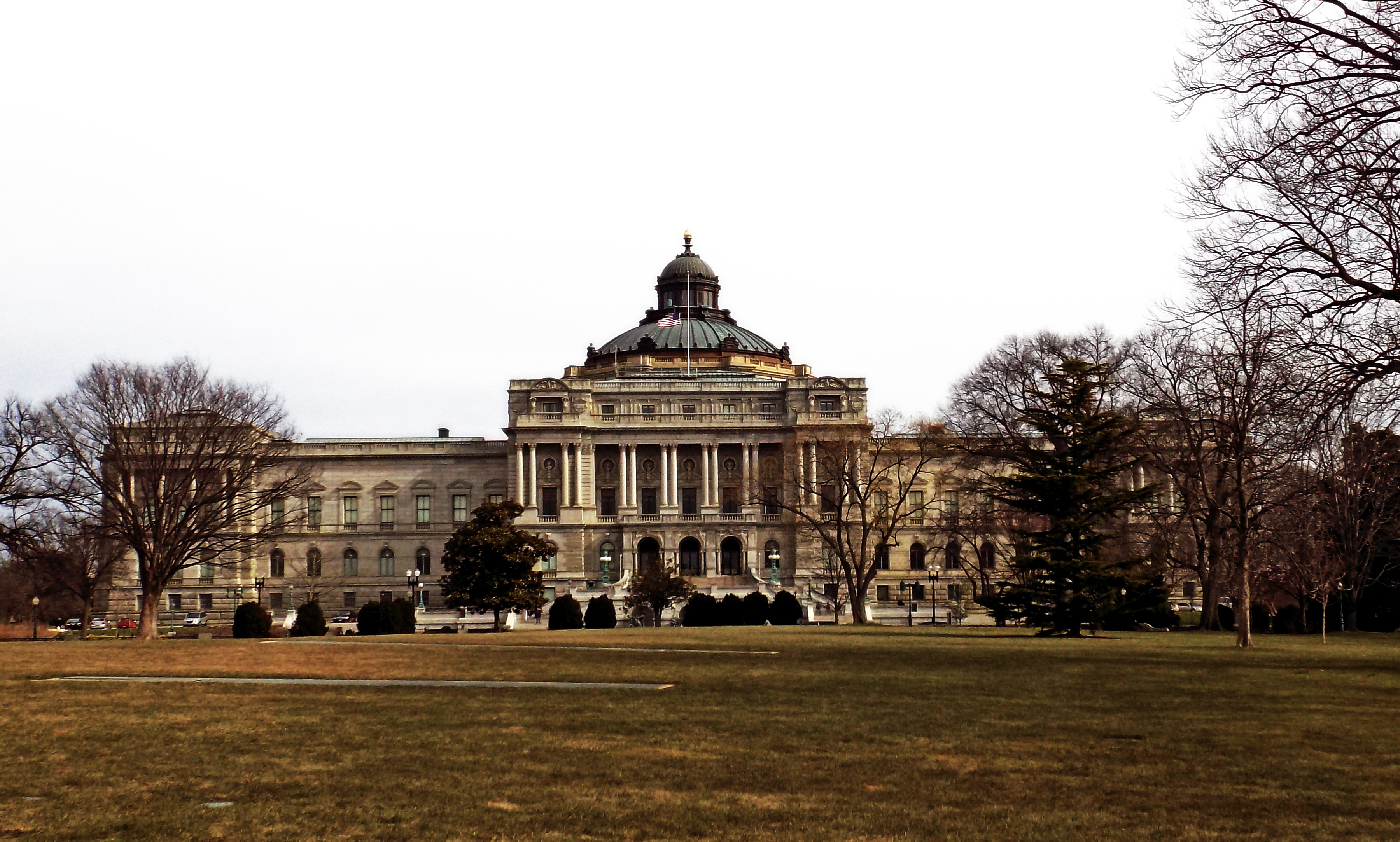
토마스 제퍼슨 도서관 본관 건물

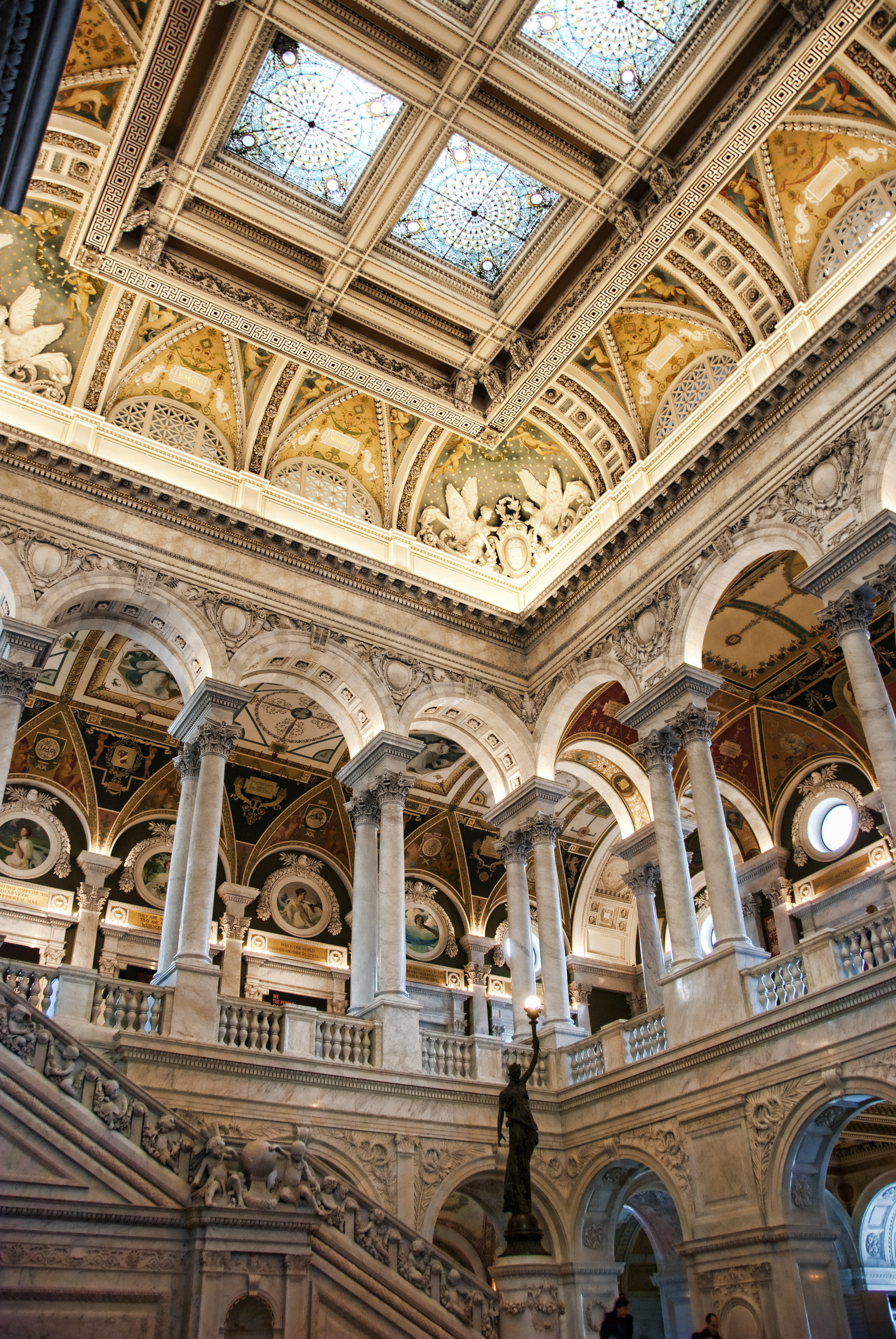
그레이트 홀 인테리어

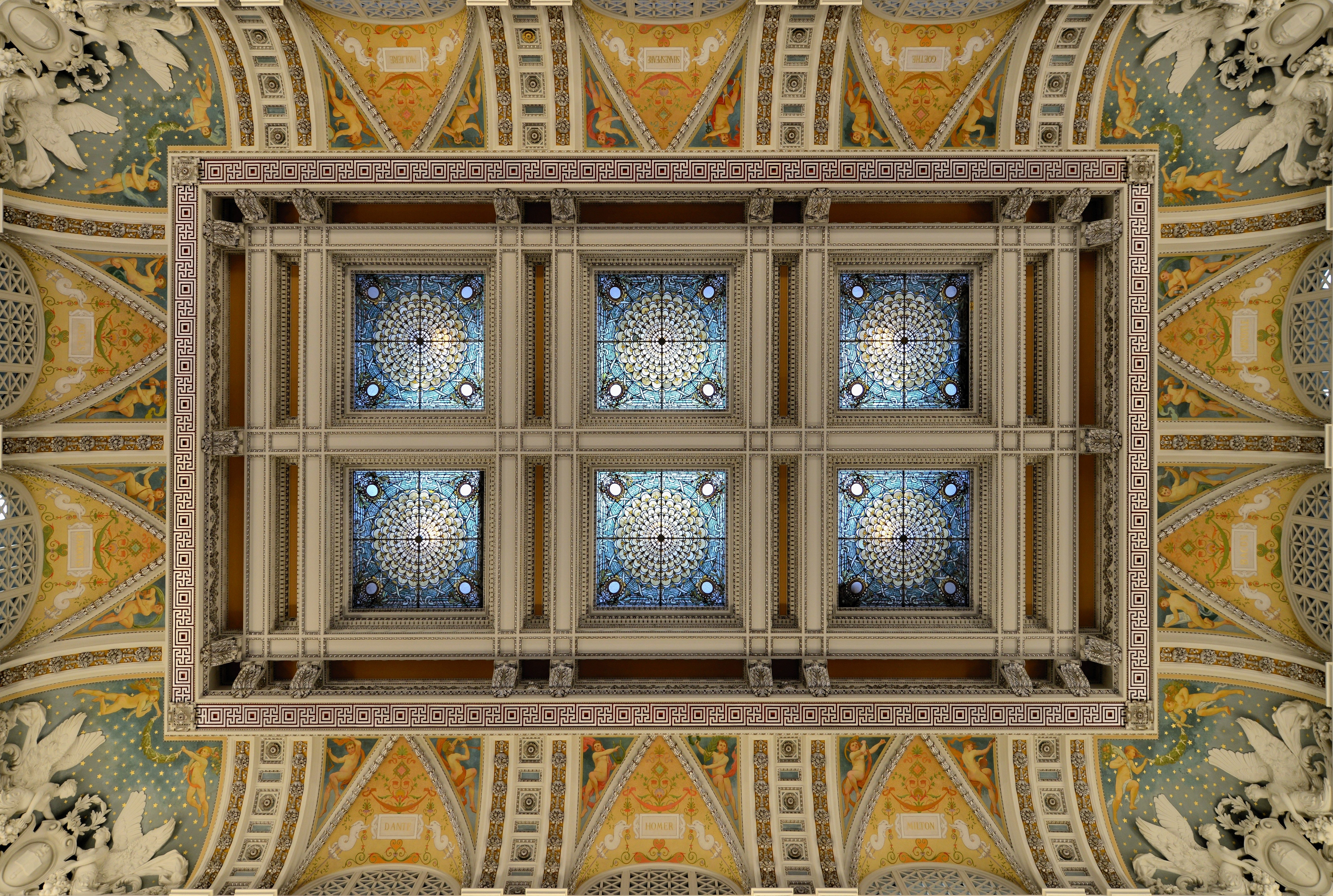
대홀 천장

미국 의회도서관의 소장품에는 470개 언어로 된 3,200만 권 이상의 목록화된 책과 다른 인쇄물들을 포함해 6,100만 부 이상의 원고가 있다. 구텐베르크 성서인 독립선언서 초안을 포함한 북미 최대의 희귀 도서 모음집이 그 예이다. (블랙 포레스트의 세인트블레이즈 수도원에서 유래된 것으로 알려진 3개의 완벽한 벨룸 사본 중 하나)(1백만개 이상의 미국 정부 간행물, (지난 3세기에 걸친 세계 신문의 1백만개 발행); (제본된 신문 3만 3천 권) (50만 마이크로필름 릴) (미국과 외국 만화책—총 12,000권 이상, 총 140,000권 이상) 190만 개의 동영상 (2020년), 530만 개의 지도, 6백만 장의 악보, 300만 개의 녹음음반, 훌륭하고 인기 있는 예술 작품과 건축 도면을 포함한 1,470만 장 이상의 인화 및 사진 이미지, 벳츠 스트라디바리우스 가문, 카사베티 스트라디바리우스 등이 있다.
그 도서관은 대부분의 미국 연구 및 대학 도서관에서 사용하는 LCC(Library of Congress Classification)라고 불리는 도서 분류 시스템을 개발했다.
이 도서관은 저작권 보호와 저작권 등록을 위한 법적 저장소이자 미국 저작권 사무소의 기지 역할을 한다. 저작권 등록 여부와 상관없이, 모든 출판사는 출판된 작품의 완전한 사본 2부를 도서관에 제출해야 한다. 미국에서 출판된 거의 15,000개의 새로운 물품들이 매일 도서관에 도착한다. 그러나 일반적인 생각과는 달리, 이 도서관은 매일 평균 12,000개의 항목을 추가하지만 이 모든 작품들을 영구 소장하고 있지는 않다. 거부된 물품은 전 세계 다른 도서관과의 거래에 사용되거나, 연방 기관에 배포되거나, 미국 내 학교, 지역사회 및 기타 기관에 기증된다.
많은 유사한 도서관의 경우와 마찬가지로, 의회도서관은 중요하다고 여겨지는 모든 출판물의 사본을 영어로 보관하고 있다. 미국 의회도서관은 약 1349km의 책꽂이를 채우고 3,900만 권 이상의 책과 다른 인쇄물들과 함께 1억 6,700만 점 이상의 물건들을 소장하고 있다고 말한다. 2000년 정보과학자 피터 라이먼과 할 바리언의 연구에 따르면 당시 2,600만 권의 책으로 대표되는 압축되지 않은 텍스트 데이터의 양은 10테라바이트라고 한다.
이 도서관은 또한 766,000명 이상의 미국인들에게 제공되는 오디오북과 점자 도서관 프로그램인 시각장애인과 신체장애인을 위한 국립도서관 서비스를 운영하고 있다.

### 디지털화
이 도서관의 첫 번째 디지털화 프로젝트는 "아메리칸 메모리"라고 불렸다. 1990년에 출시된 이 회사는 처음에 학교와 도서관에 배포될 레이저 디스크와 CD에서 디지털로 사용할 수 있도록 하기 위해 컬렉션에서 1억 6천만 개의 개체를 선택할 계획이었다.
이 계획이 너무 비싸고 비효율적일 것이라는 것을 깨달은 후, 인터넷의 발달과 함께, 도서관은 대신에 디지털화된 자료를 인터넷을 통해 이용할 수 있도록 만들기로 결정했다.이 프로젝트는 1994년 10월에 만들어진 국립 디지털 도서관 프로그램(NDLP)에서 공식화되었다. 1999년까지 NDLP는 5백만 개 이상의 물체를 디지털화하는 데 성공했으며 1,200만 달러의 예산을 책정했다. 이 도서관은 퍼블릭 도메인 웹사이트의 "아메리칸 메모리"라는 이름을 유지해왔으며, 현재 7페타바이트 이상의 데이터로 구성된 1,500만 개의 디지털 오브젝트를 포함하고 있다.
아메리칸 메모리는 오디오, 비디오 및 아카이브된 웹 콘텐츠뿐만 아니라 공용 도메인 이미지 리소스의 소스이다.
도서관의 카탈로그인 소장목록은 거의 모두 홈페이지에서 직접 조회할 수 있다. 전 세계의 사서들은 미국에서 출판된 책을 목록화할 필요가 있을 때, 그들의 필요에 더 적합한 웹이나 다른 매체를 통해 이러한 카탈로그를 참조한다. 그들은 책의 정확한 신원을 확인하기 위해 의회 도서관 통제 번호를 사용한다.
디지털 이미지는 아카이브 인쇄를 제공하는 과거의 스냅샷에서도 사용할 수 있다. 이 도서관은 매년 디지털화를 위한 600만~800만 달러의 예산을 가지고 있는데, 이는 모든 작품이 디지털화될 수 있는 것은 아니라는 것을 의미한다. 그것은 의회에 특히 중요하거나 대중들에게 잠재적으로 흥미로운 것에 기초하여 어떤 대상을 우선시해야 할지에 대한 결정을 한다. 1500만 개의 디지털화된 문물은 도서관 전체 1억 6000만 개의 문물의 10%에도 미치지 못한다.
이 도서관은 인터넷 아카이브 프로젝트를 지원했지만 구글 북스나 미국 디지털 공공 도서관 같은 다른 디지털 도서관 프로젝트에 참여하지 않기로 결정했다.

#### THOMAS 및 정부 회의 프로젝트
1995년 미국 의회도서관은 미국 의회 의사록인 토마스의 온라인 아카이브를 설립했다. 토머스 웹사이트는 법안 요약과 현황, 의회 기록 문서, 의회 기록 색인뿐만 아니라 제안된 법률의 전문을 포함했다. 토머스 시스템은 2005년과 2010년에 주요 업데이트를 받았다. 더 현대화된 웹 시스템인 Congress.gov으로의 이주는 2012년에 시작되었고, 토마스 시스템은 2016년에 은퇴하였다. Congress.gov은 미국 의회 도서관, 하원, 상원, 정부 출판부의 공동 프로젝트이다.

## 미국 의회 도서관 건물

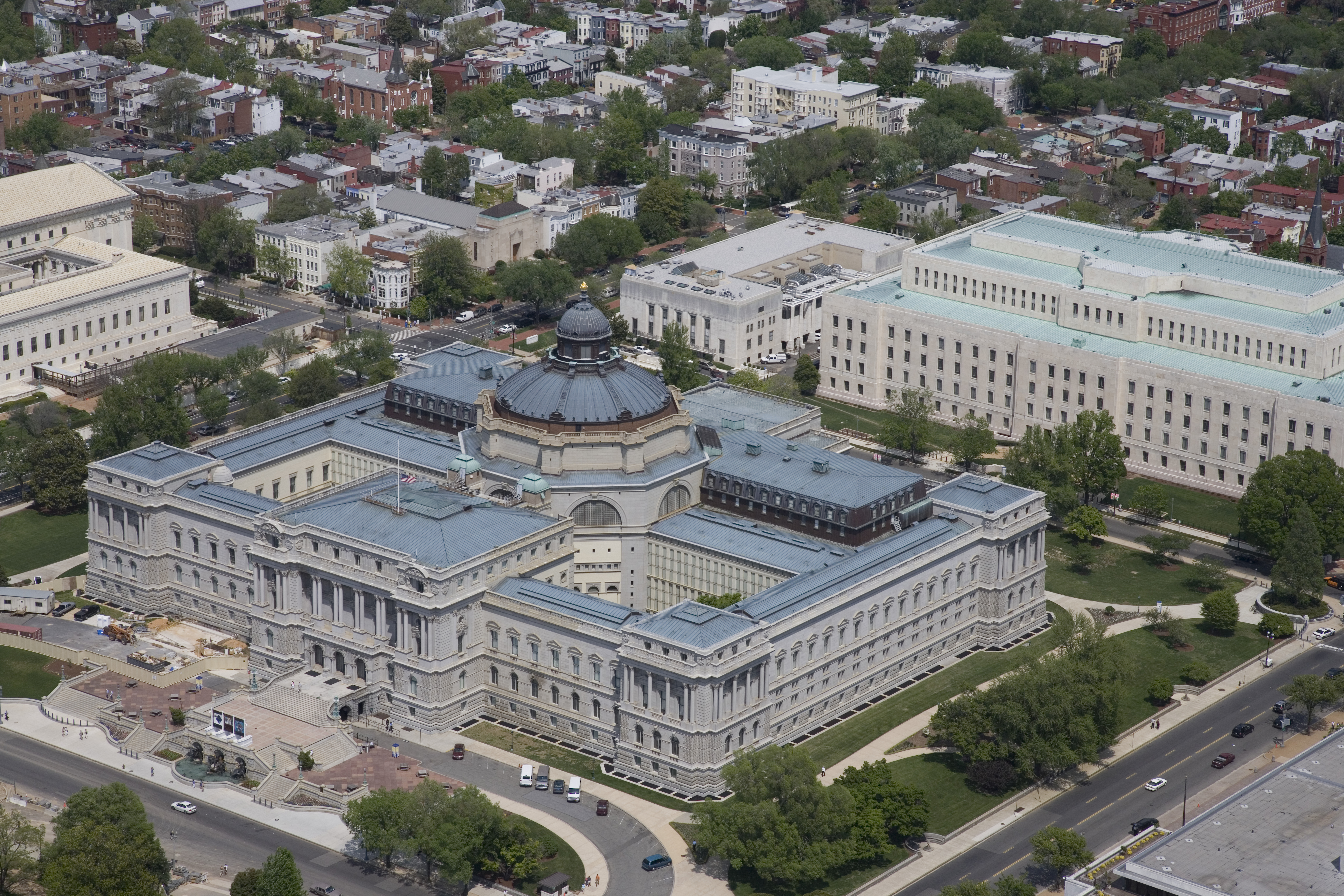
토머스 제퍼슨 빌딩과 국회의사당 대법원 건물 (왼쪽 위) 옆에 있는 아담스 빌딩의 일부 (오른쪽 위)

미국 의회도서관은 캐피톨 힐에 있는 세 개의 건물과 버지니아 시골에 있는 보존 센터에 물리적으로 수용되어 있다. 이 도서관의 캐피톨 힐 건물들은 모두 지하 통로로 연결되어 있어서, 도서관 이용자는 한 번 방문하면 보안을 통과할 수 있다.도서관은 또한 덜 자주 요청되는 자료들을 위한 오프사이트 보관 시설도 갖추고 있다.

### 토머스 제퍼슨 빌딩
토머스 제퍼슨 빌딩은 SE 1번가의 인디펜던스 애비뉴와 이스트 캐피톨 스트리트 사이에 위치해 있다.1897년 도서관의 본관으로 처음 문을 열었으며, 세 건물 중 가장 오래된 건물이다.1980년 6월 13일 현재의 이름으로 변경되었다.

### 존 애덤스 빌딩

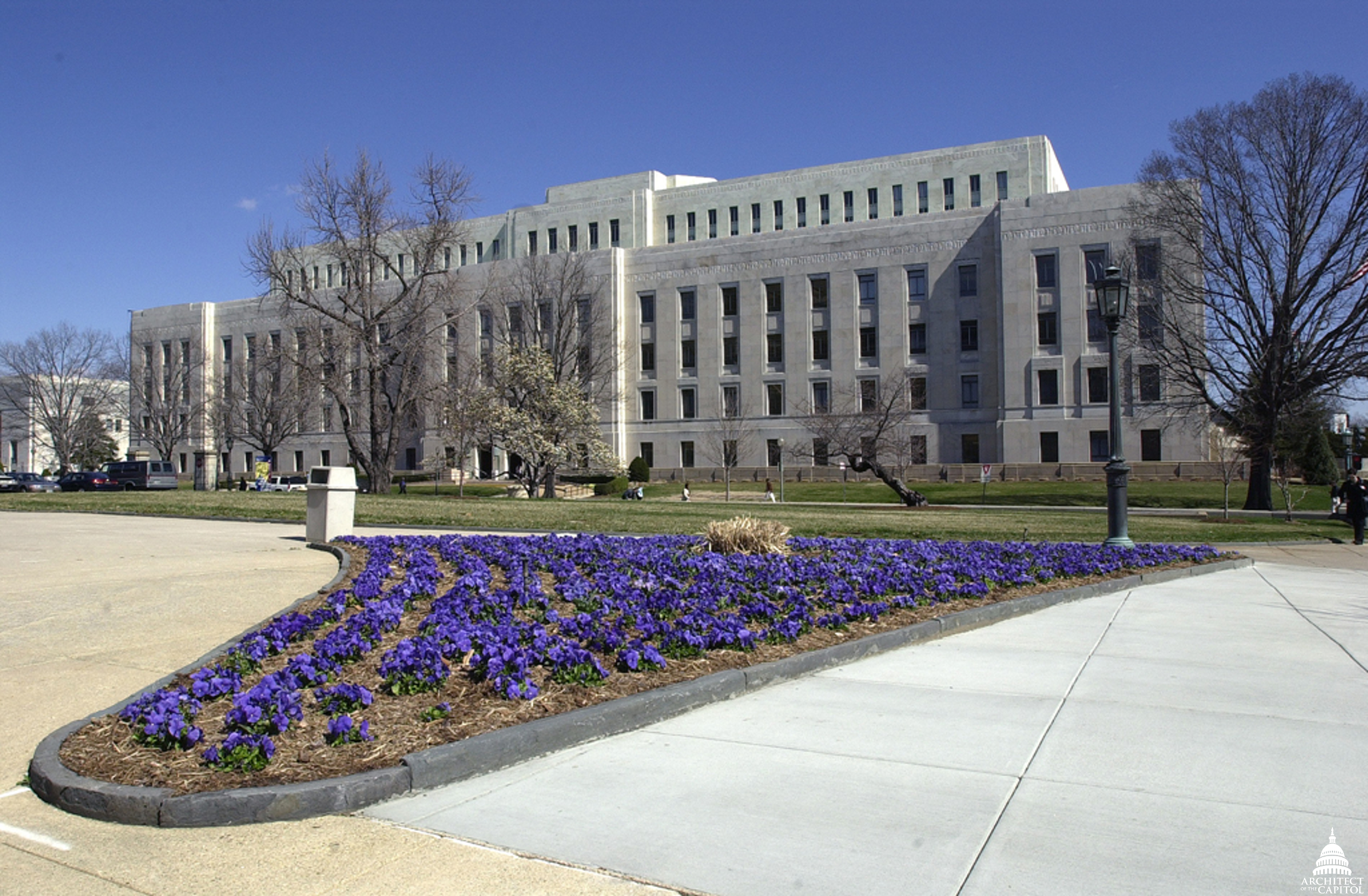
애덤스 빌딩

존 애덤스 빌딩은 제퍼슨 빌딩과 인접한 블록인 2번가 SE의 인디펜던스 애비뉴와 이스트 캐피톨 스트리트 사이에 위치해 있다. 그 건물은 원래 공간이 부족했던 본관 부속 건물로 알려져 있었다. 그것은 1939년 1월 3일에 대중에게 문을 열었다.처음에는 1970년대에 매디슨 빌딩으로 이전한 미국 저작권 사무소를 수용하기도 했다.

### 제임스 매디슨 기념관

매디슨 빌딩

제임스 매디슨 메모리얼 빌딩은 인디펜던스 애비뉴 SE의 1번가와 2번가 사이에 위치해 있다. 이 건물은 1971년부터 1976년까지 지어졌으며, 제임스 매디슨 대통령의 공식 기념관으로 사용되고 있다.
매디슨 빌딩은 또한 미국 저작권 사무소와 의회 도서관의 "영화 및 텔레비전 열람실"인 메리 픽포드 극장의 본거지이기도 하다. 이 극장은 고전 영화와 현대 영화, 텔레비전 쇼의 정기적인 무료 상영을 주최한다.

### 시청각 보존을 위한 패커드 캠퍼스

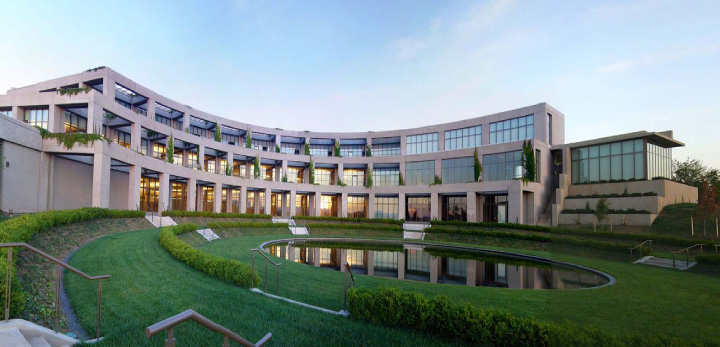
패커드 캠퍼스

시청각 보존을 위한 패커드 캠퍼스는 미국 버지니아주 컬퍼에 위치한 미국 의회도서관의 새 건물이다. 옛 연방준비제도이사회(FRB)의 창고와 냉전 벙커로 건설되었다.캠퍼스는 도서관의 모든 영화, 텔레비전, 사운드 컬렉션을 저장할 수 있는 단일 사이트 역할을 하도록 설계되었다. 데이비드 우들리 패커드(David Woodley Packard)를 기리기 위해 붙여진 이름이다. 이 단지의 중심축은 반주 단위로 무료 영화 상영을 대중에게 선보이는 복제 아트데코 영화관이다.

## 디지털 밀레니엄 저작권법
의회도서관은 의회도서관과 저작권 등록부를 통해 디지털 밀레니엄 저작권법의 일부로서 미국법전 제17권 제1201조의 예외를 승인할 책임이 있다. 이 과정은 3년마다 이뤄지는데, 등록부가 일반인으로부터 제안서를 받아 도서관의 자문역할을 하고, 도서관은 무엇이 면제되는지에 대한 판결을 내린다. 3년이 지난 지금, 그 판결은 더 이상 유효하지 않으며 면제에 대한 새로운 판결을 내려야 한다.

## 접근
독자 신분증이 있는 사람이라면 누구나 학술 연구를 할 수 있다. 열람실 또는 도서관 건물에서 도서관 물품을 철거할 수 없다. 도서관의 서적과 저널의 대부분은 제퍼슨 빌딩과 애덤스 빌딩의 폐쇄된 서고에 있으며, 전문 서적과 기타 자료들은 세 개의 주요 도서관 건물 모두 폐쇄된 서고에 있거나 오프사이트에 보관되어 있다. 폐쇄된 서고에 대한 접근은 허가된 도서관 직원과 때때로 고위 관리들을 제외하고는 어떠한 경우에도 허용되지 않는다. 열람실 참조 컬렉션만 열려 있는 선반에 있다.
1902년부터 미국 도서관은 미국 의회도서관의 도서관 간 대출을 통해 도서와 다른 물품들을 다른 곳에서 쉽게 구할 수 없을 경우 이러한 물품들을 요청할 수 있게 되었다. 허버트 퍼트넘 전 의회도서관에 따르면, 이 시스템을 통해 의회도서관은 "최후의 수단 도서관" 역할을 해왔다. 미국 의회도서관은 빌린 도서관 안에서만 사용하도록 규정하여 다른 도서관에 책을 빌려준다.

## 기준
의회도서관은 도서관 서비스 외에도 도서 목록 및 검색 표준과 관련된 분야에서 다양한 표준 활동에 적극적으로 참여하고 있다. 작업 영역에는 MARC 표준, METS(메타데이터 인코딩 및 전송 표준), MODS(메타데이터 객체 설명 스키마), Z39.5 및 SRW(검색/검색 웹 서비스), URL을 통한 검색/검색(SRU) 등이 있다.
미국 의회 법학도서관은 학자와 실무자들이 중요한 법률 연구를 수행할 수 있는 기회를 제공함으로써 법률 장학금을 더 많이 받으려고 한다. 미국 의회, 다른 정부 기관 및 대중을 위해 봉사하는 법학 도서관의 다면적인 사명을 증진시키는 프로젝트에 참가하기 위해 개인을 초대한다.

## 연중 행사
- 미국 의회도서관의 미국 서신 펠로우
- 거쉰상 대중가요 부문
- 미국 의회 도서관상
- 창립 기념일
- 전국 도서 축제
- 대부분 유실된 필름 식별 작업장

## 주목할 만한 사람들
- 헨리에트 아브람: 서지 및 도서관에 정보를 보유하기 위한 국제 데이터 표준인 MARC 형식(Machine Readable Cataloging)을 개발했다.
- 존 Y. 콜: 책 센터의 설립자이자 미국 의회 도서관의 첫 역사학자이다.
- 세실 홉스: 미국의 동남아시아 역사학자, 미국 의회도서관 오리엔탈리아(현재의 아시아)부의 남아시아 부장이며, 아시아에 대한 학문과 미국 도서관 소장품의 동남아시아 커버리지 개발에 주요한 공헌자이다.[53]
- 줄리어스 C. 제퍼슨 주니어,미국도서관협회장, 의회조사처장 (2020–2021), 자유독서재단 이사장 (2013–2016).

## 같이 볼것
- Documents Expediting Project
- Federal Research Division
- Feleky Collection
- Law Library of Congress
- Library of Congress Classification
- Library of Congress Country Studies
- Library of Congress Living Legend
- Library of Congress Subject Headings
- Minerva Initiative
- National Digital Library Program (NDLP)
- National Film Registry
- National Recording Registry
- National Archives and Records Administration
- United States Senate Library

- Aikin, Jane (2010). “Histories of the Library of Congress”. 《Libraries & the Cultural Record》 45 (1): 5–24. doi:10.1353/lac.0.0113. S2CID 161865550.
- Anderson, Gillian B. (1989), “Putting the Experience of the World at the Nation's Command: Music at the Library of Congress, 1800-1917”, 《Journal of the American Musicological Society》 42 (1): 108–49, doi:10.2307/831419, JSTOR 831419
- Bisbort, Alan, and Linda Barrett Osborne. The Nation's Library: The Library of Congress, Washington, D. C. (Library of Congress, 2000)
- Cole, John Young. Jefferson's legacy: a brief history of the Library of Congress (Library of Congress, 1993)
- Cole, John Young. "The library of congress becomes a world library, 1815–2005." Libraries & culture (2005) 40#3: 385–398. in Project MUSE
- Cope, R. L. "Management Review of the Library of Congress: The 1996 Booz Allen & Hamilton Report," Australian Academic & Research Libraries (1997) 28#1 online
- Ostrowski, Carl. Books, Maps, and Politics: A Cultural History of the Library of Congress, 1783–1861 (2004) online 보관됨 2017-07-08 - 웨이백 머신
- Rosenberg, Jane Aiken. The Nation's Great Library: Herbert Putnam and the Library of Congress, 1899–1939 (University of Illinois Press, 1993)
- Shevlin, Eleanor F.; Lindquist, Eric N. (2010). “The Center for the Book and the History of the Book”. 《Libraries & the Cultural Record》 45 (1): 56–69. doi:10.1353/lac.0.0112. S2CID 161311744.
- Tabb, Winston;  외. (2003). “Library of Congress”. 《Encyclopedia of Library and Information Science》 3: 1593–1612.
- Cole, John Y. and Henry Hope Reed. The Library of Congress: The Art and Architecture of the Thomas Jefferson Building (1998) excerpt and text search
- Small, Herbert, and Henry Hope Reed. The Library of Congress: Its Architecture and Decoration (1983)

## 추가 자료<>
- Aikin, Jane (2010). “Histories of the Library of Congress”. 《Libraries & the Cultural Record》 45 (1): 5–24. doi:10.1353/lac.0.0113. S2CID 161865550.
- Anderson, Gillian B. (1989), “Putting the Experience of the World at the Nation's Command: Music at the Library of Congress, 1800-1917”, 《Journal of the American Musicological Society》 42 (1): 108–49, doi:10.2307/831419, JSTOR 831419
- Bisbort, Alan, and Linda Barrett Osborne. The Nation's Library: The Library of Congress, Washington, D. C. (Library of Congress, 2000)
- Cole, John Young. Jefferson's legacy: a brief history of the Library of Congress (Library of Congress, 1993)
- Cole, John Young. "The library of congress becomes a world library, 1815–2005." Libraries & culture (2005) 40#3: 385–398. in Project MUSE
- Cope, R. L. "Management Review of the Library of Congress: The 1996 Booz Allen & Hamilton Report," Australian Academic & Research Libraries (1997) 28#1 online
- Ostrowski, Carl. Books, Maps, and Politics: A Cultural History of the Library of Congress, 1783–1861 (2004) online 보관됨 2017-07-08 - 웨이백 머신
- Rosenberg, Jane Aiken. The Nation's Great Library: Herbert Putnam and the Library of Congress, 1899–1939 (University of Illinois Press, 1993)
- Shevlin, Eleanor F.; Lindquist, Eric N. (2010). “The Center for the Book and the History of the Book”. 《Libraries & the Cultural Record》 45 (1): 56–69. doi:10.1353/lac.0.0112. S2CID 161311744.
- Tabb, Winston;  외. (2003). “Library of Congress”. 《Encyclopedia of Library and Information Science》 3: 1593–1612.
- Cole, John Y. and Henry Hope Reed. The Library of Congress: The Art and Architecture of the Thomas Jefferson Building (1998) excerpt and text search
- Small, Herbert, and Henry Hope Reed. The Library of Congress: Its Architecture and Decoration (1983)

## 같이 보기
- 미국 의회조사국(CRS)
- 의회예산처
- 미국 연방회계감사원(GAO)
- 기술평가원